# Appilly
Appilly é uma comuna francesa na região administrativa de Altos da França, no departamento de Oise. Estende-se por uma área de 4,57 km². Em 2010 a comuna tinha 552 habitantes (densidade: 120,8 hab./km²).